# Bernd M. Bausch
Bernd M. (vollständig: Bernhard Josef Maria Antonius) Bausch (* 1. Februar 1900 in Bonn; † 12. Juni 1965 in Köln) war ein deutscher Schauspieler und Hörspielsprecher.

## Leben
Bernd M. Bausch studierte nach dem Ersten Weltkrieg Germanistik, Philosophie und Theaterwissenschaften und absolvierte anschließend eine zweijährige Ausbildung an Bonner Bühnen. Er arbeitete als Bernd M. Bausch-Caracciola Ende der 1920er-Jahre als Theaterschauspieler, als er in Berlin an verschiedenen Bühnen spielte, beginnend mit dem Lessingtheater (1928 bis 1933). Karl Kraus erwähnt ihn 1929 in Die Fackel. Später arbeitete er unter anderem am Staatstheater Braunschweig und am Wuppertaler Schauspielhaus (1941 bis 1948). Er war in der Nachkriegszeit kurz als Regisseur tätig, als er am Wuppertaler Theater Die Heirat von Nikolaus Gogol inszenierte. Er wirkte dann in den 1950er- und 1960er-Jahren u. a. in verschiedenen Hörfunk- und Fernsehproduktionen mit. Zu sehen war er u. a. in der Fernsehserie Inspektor Hornleigh greift ein… (1961) und in Das Halstuch von Francis Durbridge (1962). Seine letzte Rolle hatte er in Der Fall Sacco und Vanzetti (1963) unter der Regie von Edward Rothe. Des Weiteren trat er im Kölner Millowitsch-Theater auf (Die spanische Fliege, 1956) und war als Sprecher bei Hörspielproduktionen (Fizzibizz) und als Synchronsprecher tätig, so für Jim Gérald in Der Arzt und das Mädchen (1954).
Bausch starb 1965 im Alter von 65 Jahren in seiner Wohnung in Köln-Lindenthal. Er war seit 1928 mit Mathilde Adelheid Ilse Bausch geb. Caracciola verheiratet.

## Filmografie
- 1959: Peterchens Mondfahrt  (Fernsehfilm, Regie Gerhard F. Hering)
- 1961: Inspektor Hornleigh greift ein… (Fernsehserie, Regie Hermann Pfeiffer; 1 Folge)
- 1961: Der fröhliche Weinberg (Regie Hermann Pfeiffer)
- 1963: Die höhere Schule (Fernsehfilm, Regie Wilhelm Semmelroth)
- 1963: Orden für die Wunderkinder (Fernsehfilm, Regie Rainer Erler)

## Hörspiele (Auswahl)
- 1949: Francis Durbridge: Paul Temple und die Affaire Gregory (Oberinspektor Vosper) (Regie: Eduard Hermann, Fritz Schröder-Jahn, NWDR Köln/Hamburg)
- 1951: Albert Camus: Belagerungszustand (Regie: Wilhelm Semmelroth, NWDR Köln)
- 1951: Francis Durbridge: Paul Temple und der Fall Curzon (NWDR Köln)
- 1952: Alfred Erich Sistig: Jeden Morgen wird es morgen (Original-Hörspiel, Regie: Eduard Hermann; NWDR Köln)
- 1956: Josef Martin Bauer: So weit die Füße tragen (Regie: Franz Zimmermann, WDR)
- 1958: Johan-Mark Elsing : Auf einer Straußenfarm in Südafrika (Regie: Kurt Meister, WDR)
- 1958: Francis Durbridge: Paul Temple und der Fall Lawrence (Regie: Eduard Hermann, WDR)
- 1961: Wilhelm Hauff: Kalif Storch (Regie: Fritz Peter Vary, WDR)
- 1961: Francis Durbridge: Paul Temple und der Fall Margo (Regie: Eduard Hermann, WDR)
- 1964: Herbert Ruland – Der Hauptmann Cornelius / Das Konzil der Apostel (1964)
- 1965:  Alfred Neumann: Narrenspiegel (2 Teile) (Regie: Raoul Wolfgang Schnell, WDR)